# Vulmont
Vulmont (Duits: Wulberg) is een gemeente in het Franse departement Moselle (regio Grand Est) en telt 41 inwoners (2009). 

## Geschiedenis
Foville maakte tot 22 maart 2015 deel uit van het kanton Verny in het arrondissement Metz-Campagne, die beide begin 2015 werd opgeheven. De gemeente werd onderdeel van het nieuwgevormde kanton Le Saulnois, dat het gehele arrondissement Château-Salins omvat, maar kwam met als de andere gemeenten die bij het kanton Verny hadden gehoord onder het arrondissement Metz te vallen.

## Geografie
De oppervlakte van Vulmont bedraagt 3,0 km², de bevolkingsdichtheid is dus 13,7 inwoners per km².
De onderstaande kaart toont de ligging van Vulmont met de belangrijkste infrastructuur en aangrenzende gemeenten.

## Demografie
Onderstaande figuur toont het verloop van het inwonertal (bron: INSEE-tellingen).